# لوکا آسکانی
لوکا آسکانی (ایتالیایی: Luca Ascani؛ زادهٔ ۲۹ ژوئن ۱۹۸۳ ‏(۴۱ سال)) دوچرخه‌سوار اهل ایتالیا است.